# Handley Page HP.52 Hampden

Disegni relativi all'Hampden Mark I, con dettaglio del muso della versione Hereford Mark I equipaggiata con motore Napier Dagger VIII 24 cilindri ad X.

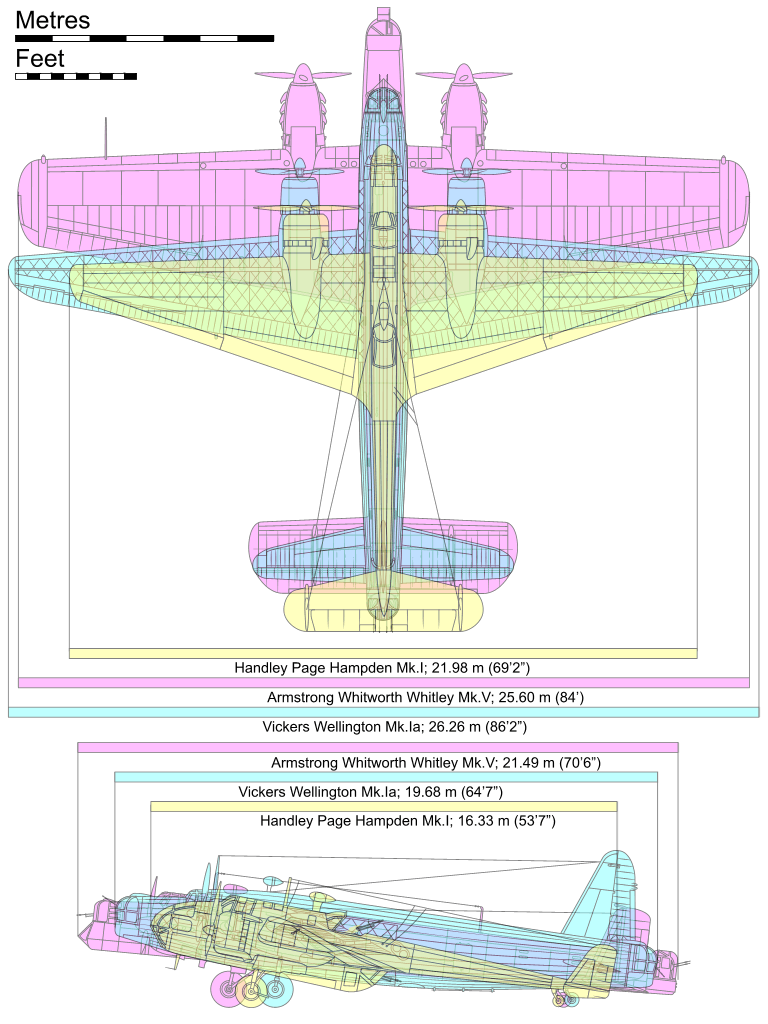
Schema di comparazione tra i tre principali bombardieri britannici bimotori dell'inizio della seconda guerra mondiale: l'Hampden, il Vickers Wellington e l'Armstrong Whitworth Whitley.

L'Handley-Page HP.52 Hampden era un bombardiere medio britannico bimotore impiegato durante la seconda guerra mondiale; era soprannominato "valigia volante" per la forma della fusoliera, che costringeva l'equipaggio in uno spazio angusto. Assieme agli Whitley e ai Wellington, equipaggiava la gran parte dei reparti da bombardamento pesante della Royal Air Force all'inizio del conflitto e partecipò sia al primo attacco notturno su Berlino che al primo raid di 1 000 bombardieri su Colonia. Fu utilizzato, soprattutto in operazioni notturne, fino a tutto il 1942.

## Storia
La Handley Page, ditta britannica di antiche tradizioni, aveva avuto più occasioni di mettersi in luce nello sviluppo dei grandi plurimotori e, in particolare, dei bombardieri strategici, durante la prima guerra mondiale con lo O/400 e il V/1500 Super Handley del 1918 e, successivamente, con lo Hyderabad del 1926, l'Heyford del 1933 e lo Harrow del 1937; quest'ultimo aveva preceduto di poco l'entrata in servizio del Vickers Wellington, primo bombardiere pesante veramente moderno della RAF.

### Sviluppo
Per quella stessa specifica B.9/32 emessa dall'Air Ministry dalla quale era nato il Wellington, con l'obbiettivo di sostituire il Boulton Paul Sidestrand nel ruolo di "bombardiere terrestre diurno", la Handley-Page aveva proposto l'HP.52 e con esso, il 29 maggio 1933, era stata nominata finalista.
L'HP.52 prevedeva, come la maggior parte dei tipi successivi, una motorizzazione alternativa, ma, in questo caso, assumeva la differente denominazione di HP.53 Hereford, e fu poi prodotto su licenza dalla Short.
Secondo la specifica B.9/32, il bombardiere destinato alla sostituzione dei biplani Sidestrand avrebbe dovuto avere: autonomia di 1158 km; serbatoi ausiliari con i quali raggiungere 2011 km; velocità massima di 306 km/h; tangenza pratica di 6710 m; corsa di decollo di 550 m e velocità di atterraggio non superiore a 160 km/h. L'equipaggio doveva prevedere pilota, navigatore, operatore radio e un mitragliere; l'armamento minimo puntava a una postazione difensiva e 750 kg di bombe. Poiché la Gran Bretagna aderiva ai trattati internazionali sulla limitazione degli armamenti, il peso a vuoto del bombardiere non avrebbe dovuto eccedere i 3000 kg mentre, per esigenze di hangaraggio e di trasporto, era preferibile che l'apertura alare non superasse i 21,35 m.
Frederick Handley Page incaricò di rispondere alla specifica il direttore tecnico, Gustav Lachmann, che aveva già progettato il monomotore HP.47 per rispondere alla specifica G.9/31. L'esito fu un aeroplano caratterizzato da un'ala a pianta trapezoidale dalla considerevole rastremazione e da una fusoliera stretta di disegno "pod and boom" (cioè con il muso e la parte centrale che costituivano una sorta di gondola alla quale era applicata una trave di coda); questa formula valse allo Hampden il soprannome di "Flying Suitcase", valigia volante. Dopo la fase iniziale del progetto, la responsabilità del programma passò a George Volkert e a Ian Hamilton. Il prototipo dello HP.52 fu completato nello stabilimento di Radlett e volò il 21 giugno 1936, pilotato dal Maggiore James Cordes, capo-collaudatore della ditta, battuto sul tempo di circa una settimana dal concorrente Vickers Type 271.
Data l'importanza e l'urgenza del requisito, fu deciso di non procedere a una valutazione competitiva ma di ordinare per la produzione in serie sia il tipo Vickers che quello Handley Page; per il secondo fu stilato il requisito B.30/36 e ne fu ordinata una serie di 180 esemplari. Durante la costruzione del prototipo, il governo svedese manifestò l'intenzione di ordinare due esemplari di una versione idrovolante, indicata come HP.53, ma durante la trattativa fu deciso di riservare alla valutazione da parte della Flygvapnet, sempre come HP.53, il quinto HP.52 della prima serie. HP.53 era anche la versione con motori alternativi, il cui prototipo, dopo un primo volo con motori Bristol Pegasus XX, fu trasferito presso la Short di Queens Island a Belfast, dove fu dotato dei motori Napier Dagger VIII con cilindri ad H, raffreddati ad aria, da 955 HP, diventando quindi il vero prototipo dell'Hereford, inizialmente chiamato Dagger-Hampden e poi ribattezzato nel 1938; in questa forma compì il primo volo il 6 ottobre 1938 a Belfast pilotato da Harold Piper della Short. L'HP.53 per la Svezia fu consegnato alla Flygvapnet il 24 settembre 1938 e rimase in servizio fino al novembre 1945, senza che vi fossero ulteriori ordini. In seguito fu utilizzato dalla SAAB per sperimentare apparati radio, fino alla radiazione finale il 17 novembre 1947.
Per la versione di serie Hampden Mk. I, la RAF richiese una serie di modifiche e gli aerei uscirono di fabbrica con la parte anteriore del muso ridisegnata per una migliore aerodinamica, le semiali esterne con diedro positivo di 7,5°, i piani di coda ingranditi e armamento potenziato: tre mitragliatrici Vickers K da 7,7 mm brandeggiabili, più una quarta arma fissa nella parte sinistra del muso e 900 kg di bombe in una stiva un po' più profonda. La prima consegna riguardò, l'8 agosto 1938, la Central Flying School di Upavon, mentre il primo reparto operativo della RAF a ricevere gli Hampden fu il No.49 Squadron di Scampton, nel settembre 1938, fino a quel momento dotato di Hawker Hind.

#### Progetti non realizzati
La Handley-Page già nella primavera del 1938 sottopose alla RAF delle idee di Hampden dalle prestazioni migliorate. Fu ipotizzato il ricorso a una fusoliera dall'aerodinamica migliorata unita ai propulsori già in uso oppure ai Rolls-Royce Merlin e ai Bristol Hercules, ottenendo un guadagno di velocità rispettivamente di 40, 63 e 87 km/h. Nessuna di queste proposte giunse a realizzazione.

### Impiego operativo
Lo sviluppo dell'HP.52 fu meno rapido del previsto con il risultato che l'aereo, seppure molto moderno al momento della sua progettazione, giunse ai reparti parzialmente superato. Dopo il No.49 Squadron, altri cinque reparti diventarono operativi in tempi brevi: il No.83 di Scampton, i No.44 e 50 a Waddington, i No.61 e 144 a Hemswell e i No.185 e 106 Reserve Squadron dedicati all'addestramento. Il 3 settembre 1939, quando la Gran Bretagna dichiarò guerra alla Germania, gli Hampden in servizio erano 169 più 36 in attesa di impiego e 7 destinati a compiti diversi. Già 18 macchine erano andate perdute per incidenti e, sotto questo aspetto, il derivato Hereford si comportò anche peggio con circa 30 esemplari perduti durante l'addestramento, tanto che, nell'ultimo periodo dell'impiego, 23 aerei presso i centri di manutenzione furono rimotorizzati con i Pegasus. Fin dai primi giorni di guerra, gli Hampden del No.106 Squadron svolsero missioni che risultarono quelle nelle quali il bombardiere diede migliori risultati: il lancio di mine magnetiche in acque nemiche. Nel bombardamento questi aeroplani, pur non presentando difetti gravi, non erano certamente il meglio di cui la RAF potesse disporre e, per questo motivo, a partire dal 17 aprile 1942, iniziarono a operare come aerosiluranti con il Coastal Command. Nel precedente impiego con il Bomber Command avevano svolto 464 missioni diurne, 12.429 missioni notturne, 3261 uscite per la posa di mine e 387 voli di altro genere, con impiego complessivo di 9000 tonnellate di munizioni; in totale il Bomber Command ne perse 607, circa la metà di quelli ricevuti. Gli aerosiluranti operarono principalmente nelle acque nordiche e il 12 settembre 1942, il governo britannico decise di fornire alcuni esemplari del No.144 e del No.455 Squadron alle forze aeronavali dell'Unione Sovietica: originariamente si trattava di 32 aeroplani ma per una serie di incidenti e perdite in combattimento solo 23 arrivarono a destinazione.
Per la sua conformazione interna stretta e angusta, il velivolo non era amato dagli equipaggi: la fusoliera era davvero angusta, la larghezza bastava solo per uno. Il navigatore sedeva dietro al pilota che per accedere al suo posto doveva reclinare i sedili. Una volta seduti, non c'era più spazio per muoversi. Come ricorda uno dei suoi utilizzatori, "Effettuai i miei primi voli sugli Hampden. Un bell'aeroplano da far volare ma tremendo per volarci dentro! Stretto, senza riscaldamento, non avevi comodità. Ci entravi e ne rimanevi prigioniero. Era come un caccia, il pilota era davvero indaffarato, aveva 111 opzioni alle quali sovrintendere: non solo la strumentazione, i motori e tutto il resto ma persino i comandi di sgancio delle bombe".

## Versioni
Complessivamente furono costruiti 1432 Hampden e 152 Hereford.
- HP.52:designazione del progetto originale, in seguito applicata a tutte le versioni successive, con l'eccezione dei due HP.62.
- HP.53:designazione applicata inizialmente a un progetto di massima per un HP.52 idrovolante per la Svezia, quindi al prototipo dell'esemplare terrestre consegnato alla Svezia e all'Hereford, con motori Napier Dagger, prodotto su licenza dalla Short.
- Hampden Mk. I:versione-base.
- Hampden TB Mk. I:a seguito della proposta del dicembre 1941 da parte di Reginald Stafford e delle prove compiute dal Torpedo Development Unit di Gosport dall'aprile 1942, gli Hampden Mk. I furono modificati come aerosiluranti, con stiva più profonda per accogliere un siluro da 457mm, e assegnati al Coastal Command della RAF.Il lavoro di modifica fu assegnato alla Boulton Paul la cui soluzione era stata approvata il 16 ottobre 1942.
- Hereford Mk. I:designato indifferentemente HP.52 o HP.53.Costruito in due prototipi e due lotti di serie, era una versione ideata per non dipendere dalla disponibilità dei motori Pegasus, sostituiti dai meno fortunati Napier Dagger VIII da 955-1000HP.Le consegne furono effettuate tra il 23 agosto 1939 e il 24 settembre 1940.
- HP.62 Hampden Mk. II:allo scopo di non dipendere dalla disponibilità dei motori Pegasus, oltre all'Hereford, fu progettata una versione con due Wright GR-1820-G105A Cyclone da 1100HP, della quale furono costruiti soltanto due prototipi.

## Utilizzatori
Australia
- Royal Australian Air Force

 Canada
- Royal Canadian Air Force

 Nuova Zelanda
- Royal New Zealand Air Force

 Regno Unito
- Royal Air Force

 Svezia
- Svenska Flygvapnet

 Unione Sovietica
- Aviacija Voenno-Morskogo Flota

### Pubblicazioni
- (EN) Fast and Formidable, in Flight, 4 maggio 1939,  pp. 444-5. URL consultato il 1º settembre 2012.
- "Hampden: Defender of Liberty". Air International, Vol. 27, No. 5, November 1984. pp. 244–252.